# Národní olympijský námořní stadion Île-de-France
Národní olympijský námořní stadion Île-de-France je sportoviště pro rychlostní kanoistiku, slalom na divoké vodě a veslování. Konaly se zde soutěže v těchto sportech během Olympijských her 2024 a následných paralympijských her.
Sportoviště se nachází ve Francii ve městě Vaires-sur-Marne, 22 km východně od Paříže (přes svůj název tedy neleží u moře). Je součástí areálu volného času Île de loisirs de Vaires-Torcy.